# Józef Klemens Wittelsbach
Józef Klemens Wittelsbach (ur. 5 grudnia 1671 Monachium – zm. 12 listopada 1723 Bonn) – książę bawarski, elektor i arcybiskup Kolonii, biskup Hildesheim, Ratyzbony, Fryzyngi, Liège.

## Życiorys
Syn Ferdynanda Marii Wittelsbacha, elektora Bawarii, i jego żony Adelajdy Henrietty Sabaudzkiej. Jego dziadkami byli: elektor Bawarii Maksymilian I i arcyksiężniczka austriacka Maria Anna Habsburg oraz Wiktor Amadeusz I, książę Sabaudii i Krystyna Maria Burbon księżniczka francuska.
Od młodości był przygotowywany do stanu duchownego. 9 lipca 1683 roku został biskupem koadiutorem Ratyzbony. Rok później, 27 listopada 1684 został mianowny biskupem koadiutorem Fryzyngii. 4 listopada 1685 roku, po śmierci Alberta Zygmunta Wittelsbacha biskupa Ratyzbony i Fryzyngii  został jego następcą. W 1685 został mianowany koadjutorem probostwa Berchtesgaden.
Po śmierci Maksymiliana Henryka Wittelsbacha, od 19 lipca 1688 roku arcybiskup Kolonii, książę Westfalii, pan Vest Reclinghausen, książę-elektor, arcykanclerz Włoch i książę-proboszcz Berchtesgaden. Jego kandydaturę poparł zarówno cesarz Leopold I Habsburg jak i papież Innocenty XI. Jego wybór był jedną z przyczyn wybuchu Wojny o Palatynat.
29 września 1693 ustanowił, jako książę bawarski, Order św. Michała stając się jego pierwszym Wielkim Mistrzem.
18 stycznia 1694 został mianowany biskupem koadiutorem Hildesheim, cztery miesiące później 20 kwietnia 1694 został biskupem Liège. 29 września 1694 roku zrezygnował z funkcji biskupa Fryzyngii. 13 sierpnia 1702 roku został wybrany biskupem Hildesheim. W 1716 roku zrezygnował z funkcji biskupa Ratyzbony.
Krótko przed wybuchem wojny o sukcesję hiszpańską podpisał porozumienie z Francją. W 1702 roku musiał opuścić Bonn które zajęte zostało przez wojska cesarza. Józef wraz ze swoimi żołnierzami uciekli na wygnanie do Namur, następnie przebywał w Lille, Valenciennes, Cambrai. Powrócił do Bonn w 1715 roku.
24 grudnia 1706 otrzymał święcenia kapłańskie, zaś 1 maja 1707 otrzymał święcenia biskupie. Święcenia te nie przeszkadzały mu w posiadaniu kochanki i dzieci. Z Konstanze de Grousselier miał syna Jean Baptiste Victor de Grosberg-Bavière (1706–1768) oraz córkę Levin Antoine de Grosberg-Bavière (1710-1757). Ponadto z Anna Franciszką de Louchier miał syna Emanuela.